# 基納希夫齊
49°52′19″N 25°41′26″E / 49.87194°N 25.69056°E
基納希夫齊（烏克蘭語：Кинахівці），是烏克蘭的村落，位於該國西部捷爾諾波爾州，由克列梅涅茨區負責管轄，面積0.16平方公里，2001年人口363，人口密度每平方公里2,227人。